# Santo Tomás Apóstol (título cardenalicio)
El título cardenalicio de Santo Tomás Apóstol fue instituido por el Papa Francisco el 14 de febrero de 2015.

## Titulares
- Pierre Nguyên Văn Nhon, desde el 14 de febrero de 2015